# Francheval
Francheval ist eine französische Gemeinde mit 590 Einwohnern (Stand: 1. Januar 2022) im Département Ardennes in der Région Grand Est. Die Gemeinde gehört zum Arrondissement Sedan und zum Kanton Sedan-3. Die Einwohner werden Franchevalois genannt.

## Geografie
Francheval liegt etwa acht Kilometer östlich von Sedan an der Grenze zu Belgien. Umgeben wird Francheval von den Nachbargemeinden Bouillon (Belgien) im Nordosten, Pouru-aux-Bois im Osten, Pouru-Saint-Remy im Südosten, Douzy im Süden sowie Bazeilles im Westen und Nordwesten.

## Bevölkerungsentwicklung
| 1962                       | 1968 | 1975 | 1982 | 1990 | 1999 | 2006 | 2012 | 2019 |
| -------------------------- | ---- | ---- | ---- | ---- | ---- | ---- | ---- | ---- |
| 628                        | 558  | 539  | 582  | 609  | 593  | 625  | 627  | 597  |
| Quellen: Cassini und INSEE |      |      |      |      |      |      |      |      |

## Persönlichkeiten
- Jean-Baptiste Berton (1769–1822), General